# 莫斯格拉本河 (卡爾特巴赫河支流)
48°14′39″N 11°29′26″E / 48.24427°N 11.49047°E

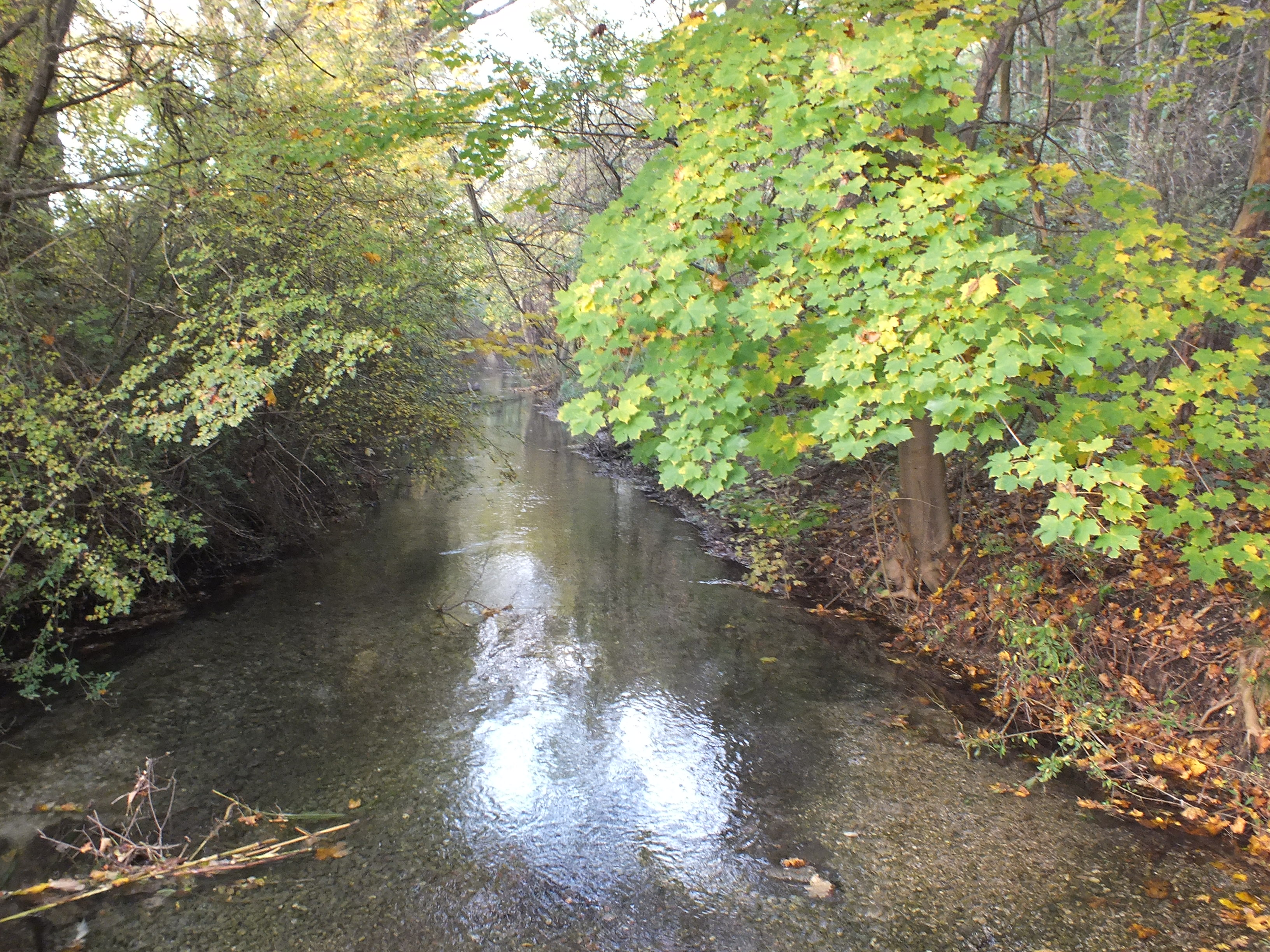

莫斯格拉本河（德語：Moosgraben），是德國的河流，位於該國東南部，由巴伐利亞負責管轄，屬於卡爾特巴赫河的左支流，河道全長2.4公里，發源自卡爾斯費爾德湖。